# 威廉·鲁托
威廉·基普奇奇尔·萨莫埃·阿拉普·鲁托（1966年12月21日—），肯亞政治人物，现任肯尼亚总统。他于1998年至2013年担任肯尼亚国民议会议员，2002年8月至12月在丹尼尔·阿拉普·莫伊政府出任内政部长，2008年至2010年任农业部长，2010年4月至10月任高等教育部长，2013年至2022年任肯亞副總統。
2010年12月，针对其于2007-2008年肯亞危機期间犯下的暴力行为，国际刑事法院以危害人类罪起诉鲁托，2016年4月撤诉。
2023年12月12日，宣布預計2024年1月起對各國免簽證，但須先申請肯亞政府的電子旅行證，使肯亞成為首個對世界各國免簽入境國家。

## 生平
1966年12月21日，鲁托出生于瓦辛基蘇郡卡马古特的桑布特村（Sambut）。鲁托早年在内罗毕-埃尔多雷特高速公路上卖活鸡，之后在家乡苏戈伊村（Sugoi）开了一个规模相当大的养鸡场。
1990年代起，从内罗毕大学毕业的鲁托步入政坛，在教会活动中遇到挚友丹尼尔·阿拉普·莫伊，从此结为政治导师，后者在日后成为肯尼亚总统。1992年肯尼亚大选期间，鲁托与肯尼亚非洲民族联盟（KANU）的党员成立竞选团体KANU92青年，全力支持莫伊竞选总统，鲁托本人则出任司库。92青年最大的政治对手是基庫尤人，他们极力反对莫伊参选总统，支持本族群的姆瓦伊·齐贝吉参选，也因而经常遭92青年骚扰威胁。
1997年肯尼亚大选，鲁托当选埃尔多雷特北选区国会议员，成为民族联盟的骨干成员。
2002年，莫伊总统任命鲁托为内政部副部长，同年8月提拔为部长，当时民族联盟的主要成员已经退党。同年的大选中，鲁托没能保住议席，但在党内确立了总书记的地位。
离开民族联盟后，鲁托加入莫伊政治对手拉伊拉·奥廷加的橙色民主运动。2007年大选期间，鲁托参加橙色民主运动的党内初选，最终排名第三，仅次于奥廷加和穆萨利亚·穆达瓦迪。尽管如此，鲁托还是不遗余力地支持奥廷加在家乡大裂谷选区参选议员。虽然民意调查显示奥廷加和橙色运动获胜，但正式结果是姆瓦伊·齐贝吉获胜，从而引爆2007年12月下旬至2008年2月发生的政治危机。在此期间，鲁托强行占据他人一个40公顷农场，直至2013年被高等法院要求偿还农地并赔钱。
2008年4月，随着奥廷加与齐贝吉双方同意组建联合政府，鲁托获任命为农业部长。
2013年肯尼亚大选期间，卡伦金族的鲁托与基庫尤族乌胡鲁·肯雅塔组成竞选搭档，尝试弥合两族在上次大选期间产生的隔阂，重建和平局面。2012年1月，两人宣布共同创办联合共和党。联合共和党其后于2016年9月加入12个政党共同组成的新政党禧年党。
针对鲁托在2007年至2008年政治危机期间“杀人”、“驱逐或强制转移人口”及“迫害他人”的行为，国际刑事法院于2010年以危害人类罪起诉鲁托。2013年9月10日的庭审中，鲁托表示自己清白。2016年4月，国际刑事法院撤诉。
2020年12月，鲁托自行成立政党统一民主联盟。按照肯雅塔与鲁托在2013年达成的结盟条款，鲁托必须在2022年8月举行的大选中支持肯雅塔。然而两人关系在肯雅塔总统第二任期期间恶化，原因在于他们就宪法公投议题产生对抗，以及肯雅塔成立针对鲁托政治盟友的反腐败运动。总统大选日益临近之际，肯塔雅的禧年党正计划支持奥廷加参选。2022年2月，禧年党确认派奥廷加参选，鲁托被驱逐出禧年党，鲁托与奥廷加及禧年党就此决裂。同年3月，鲁托获统一民主联盟提名为候选人，鲁托选择里加蒂·加查瓜为竞选搭档。
2022年8月，在选举委员会七名委员有四人反对的情况下，鲁托当选新一任肯尼亚总统。同年9月5日，肯尼亚最高法院裁定选举结果有效，鲁托于13日正式就任总统。
2025年4月22日—26日，鲁托前往中华人民共和国进行为期5日的国事访问。